# جان گیلگن (بازیکن فوتبال، زاده ۱۹۵۷)
جان گیلگن (انگلیسی: John Gilligan؛ زادهٔ ۲ مهٔ ۱۹۵۷) بازیکن فوتبال اهل بریتانیا است.
از باشگاه‌هایی که در آن بازی کرده‌است می‌توان به باشگاه فوتبال هادرزفیلد تاون، باشگاه فوتبال اسلایگو راورز، باشگاه فوتبال نورث‌همپتون تاون، و باشگاه فوتبال سوئیندون تاون اشاره کرد.